# Єлховська сільська рада
Єлхо́вська сільська рада (рос. Елховский сельский совет) — сільське поселення у складі Бузулуцького району Оренбурзької області Росії.
Адміністративний центр — село Єлховка.

## Населення
Населення — 467 осіб (2019; 532 в 2010, 589 у 2002).

## Склад
До складу сільської ради входять:
| Населений пункт    | Населення, осіб (2002) | Населення, осіб (2010) |
| ------------------ | ---------------------- | ---------------------- |
| Алексієвка, селище | 3                      | 2                      |
| Воронцовка, село   | 186                    | 144                    |
| Єлховка, село      | 400                    | 386                    |